# Louis-Julien Jacottet
Louis-Julien Jacottet (1806-1880) fue un litógrafo, dibujante y pintor francés.

## Biografía

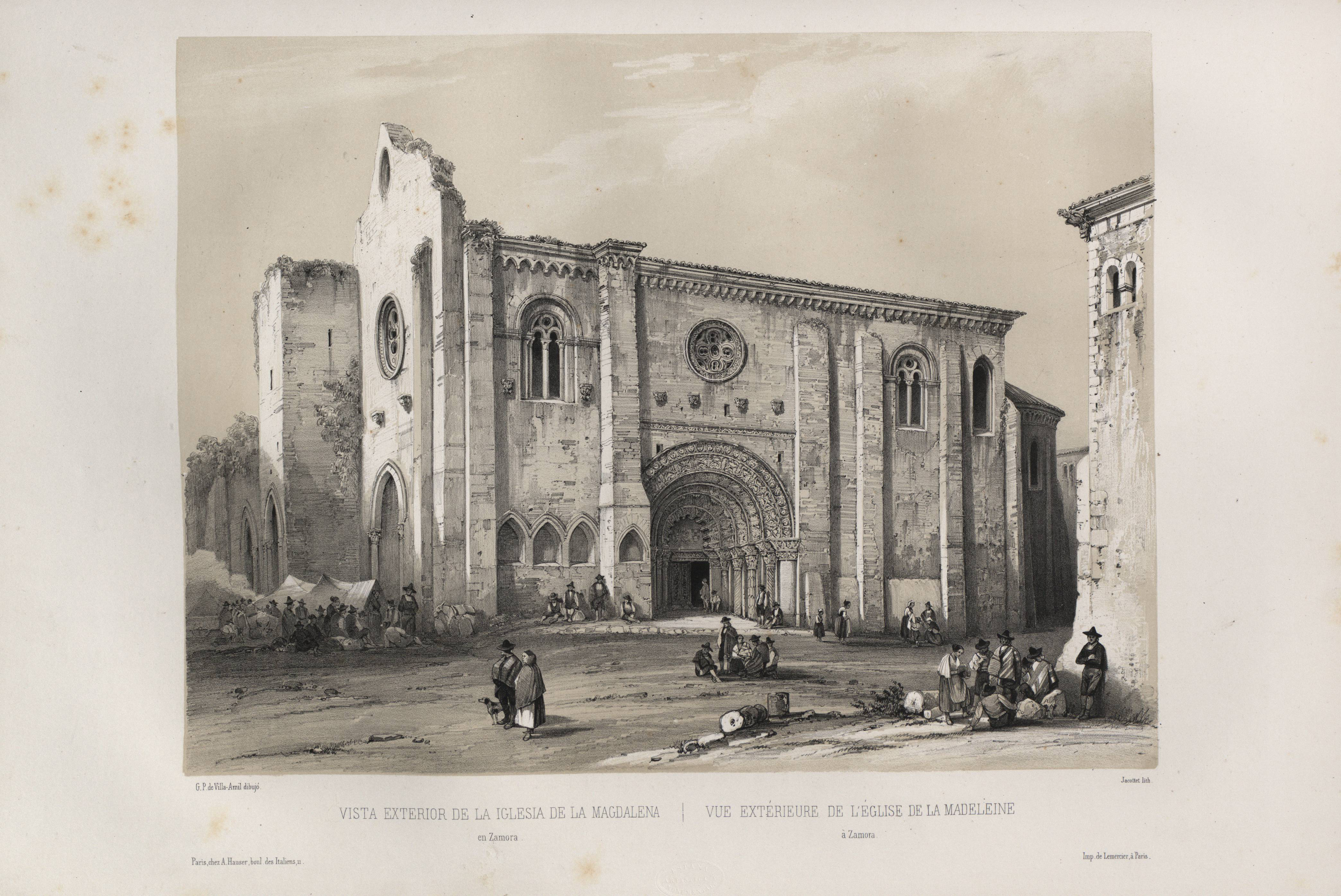
Iglesia de la Magdalena en Zamora («G. P. de Villa-Amil dibujó. J. Jacottet lith»). Lámina en el volumen ii de España artística y monumental (1844).

Nacido en 1806, se dedicó a la reproducción litográfica de paisajes y vistas. Entre sus trabajos se encuentran reproducciones del telégrafo de Montmartre y otras localizaciones de París y sus alrededores hacia 1824, en el estilo «lúgubre» de las litografías de esa época, además de vistas de Lyon y del Isère en 1827. Realizó también láminas para el barón Taylor y para obras como Le Moyen-Age pittoresque et archélogique y La Grèce. También de la ciudadela de Blaye en 1832. Fue el dibujante encargado de ilustrar títulos como Souvenirs des Pyrénées, Plombières (1836), Souvenirs pittoresques du Mont-Dore, Album d'Uriage, Souvenirs des eaux de Baden-Baden (1837), Six vues des bains de Lucques; Beraldi critica estas vistas por carecer tanto del carácter pintoresco de las litografías hechas por los pintores de la época como de una «exactitud fotográfica».

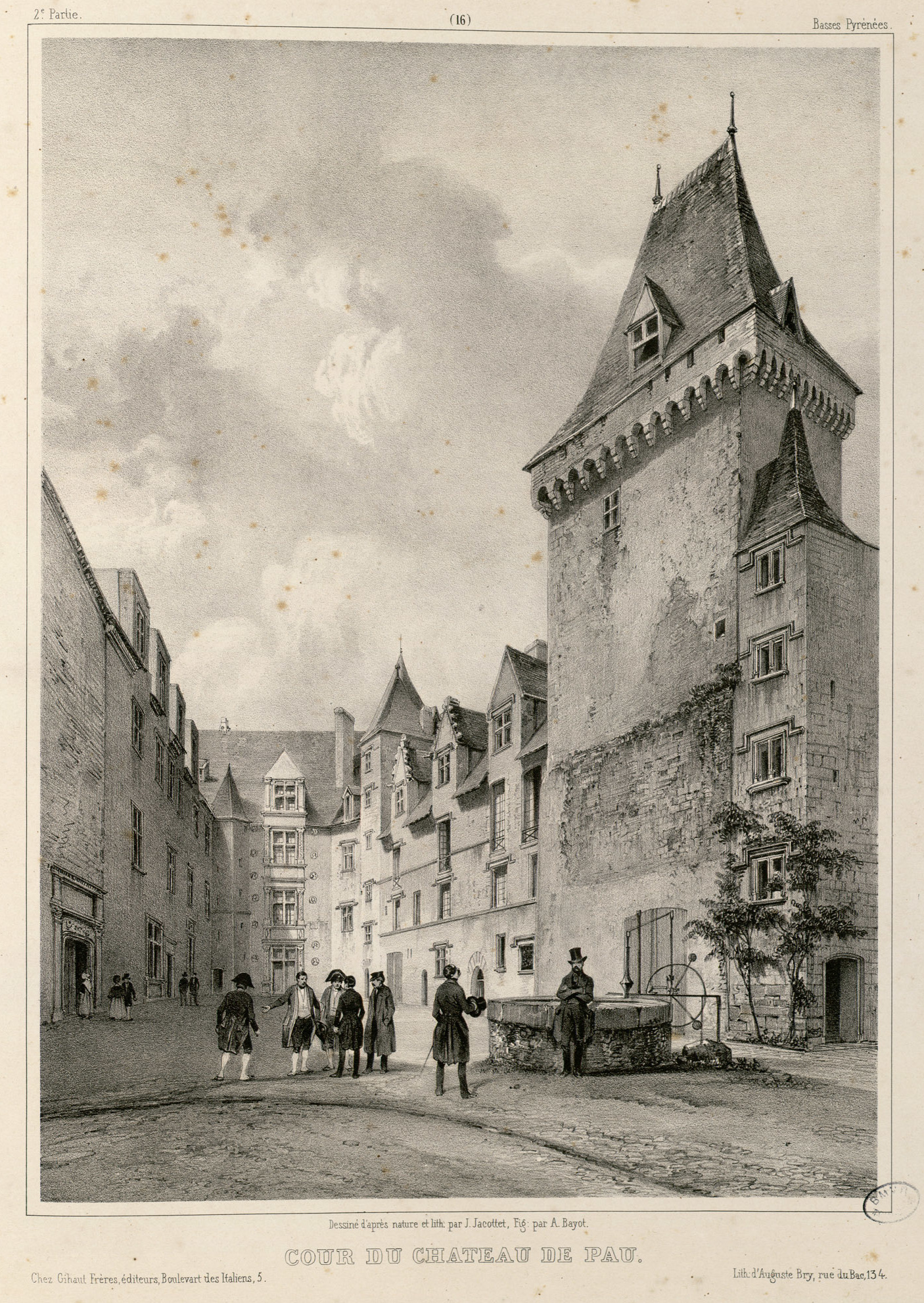
Castillo de Pau («Dessiné d'après nature et lith. par J. Jacottet, Fig: par A. Bayot» en Souvenirs des Pyrénées)

Hacia 1835 realizó vistas de diversas localizaciones francesas: Nantes, Dinan, riberas del Loira, Vendée y varios castillos, además de la torre del campanario en Douai (L'Artiste, 1843). Otro título en el que participó fue Promenades dans Paris et ses environs, dessinées d'après nature et litographiées par Jacottet (1838-1843), con figuras de Bayot. Igualmente habría realizado vistas de Suiza (con figuras de Gaildreau), las riberas del Rin, Escandinavia, San Petersburgo, Moscú, Varsovia, Cracovia, Vilna, España, Roma, Cuba, Jamaica, parte de L'Italie monumentale de Philippe Benoist y de L'Italie a vol d'oiseau de Alfred Guesdon. Participó en la Exposición Universal de 1855. Habría sido autor de varias obras relacionadas con la enseñanza del dibujo de paisajes como Fragments de Paysages, Cours de Paysage, Cours progressif de Paysage, Le Wattelet, ou principes et études de paysages élémentaires (Chavant, 1831), Excursions pittoresques, Études de paysages aux deux crayons, La Campagne, Sites remarquables y Croquis de vues historiques, entre otras.
De nombre completo «Louis-Julien Jacottet», habría fallecido en 1880 y sido padre de «Louis-Jean Jacottet» (1843-1906), también litógrafo y pintor.